# Robert Henry Carson
Pour les articles homonymes, voir Carson.
Cet article possède un paronyme, voir Robert Carson.
Robert Henry Carson (7 novembre 1885-7 mars 1971) est un homme politique canadien de la Colombie-Britannique. Il est député provincial libéral de la circonscription britanno-colombienne de Kamloops de 1933 à 1949. Il est membre de la coalition à partir de 1945.
Il est vice-président de l'Assemblée législative de la Colombie-Britannique de 1937 à 1941 et de 1943 à 1944, ainsi que président de plein titre de 1948 à 1949.

## Biographie
Né à Pavilion en Colombie-Britannique, Carson est président de la chambre de commerce de Richmond-Point Grey.
Carson meurt à Kamloops en mars 1971 à l'âge de 85 ans. Il est inhumé au Hillside Cemetery de Kamloops. 
Son frère, Ernest Crawford Carson, est député provincial conservateur de Lillooet de 1928 à 1952.